# 類比
類比（英語：Analogy，analogia，意為等比例的），或類推，是一種認知過程，將某個特定事物所附帶的訊息轉移到其他特定事物之上
。
類比通過比較兩件事情，清楚揭示二者之間的相似點，並將已知事物的特點，推衍到未知事物中，但兩者不一定有實質上的同源性，其類比也不見得「合理」。在記憶、溝通與問題解決等過程中扮演重要角色。在不同學科中也有各自的定義。
舉例而言，原子中的原子核以及由電子組成的軌域，可類比成太陽系中行星環繞太陽的樣子。
除此之外，修辭學中的譬喻法有時也是一種類比，例如將月亮比喻成銀幣。生物學中因趨同演化而形成的的同功或同型解剖構造，例如哺乳類、爬行類與鳥類的翅膀也是類似概念。

## 概論
類比是人類思考方式中的一種重要途徑，可以用於辨識問題，解釋概念，及發現新的事物或功能。

## 分類
類比可區分為兩大類，近似類推（near analogies），是指兩個事物之間大部份類似，因此可以將A事物的特色，等同於B事物；而延伸類推（far analogies），則是指兩個事物之間有很大的不同，但是在某個重要特點上，兩者是類似的。

## 類比學習過程
1. 存取已知的類比來源物概念；
2. 將已知的類比來源物進行和標的物的比對；
3. 評估類比物以及標的物之間配對的吻合度；
4. 我存取類比物與標的物之間的推論；
5. 提取類比物與標的物之間的共通性[2]

。

## 相似性種類
| 種類         | 表面屬性 | 結構屬性 |
| ------------ | -------- | -------- |
| 文字上相似   | 多       | 多       |
| 類比         | 少       | 多       |
| 抽象概念相似 | 少       | 多       |
| 異常相似     | 少       | 少       |
| 純粹外觀相似 | 多       | 少       |

## 類比學習架構
分為純粹比對（Pure Matching）類比和傳達性（Carry-over）比對類比。
純粹比對類比架構對於學習者而言，學習者對於類比物以及標的物都有著基礎的了解，所以重點在於類比物以及標的物之間的結構關聯配對，而不是要傳達新的知識。
傳達比對類比架構對學習者而言，學習者對於類比物有些稍微的理解，但是對於標的物只有稍微或甚至不理解，所以藉由類比物與標的物之間的配對過程，不僅可以對類比物有更深刻的理解，甚至在配對的過程中產生新的概念或知識

。